# Mosh

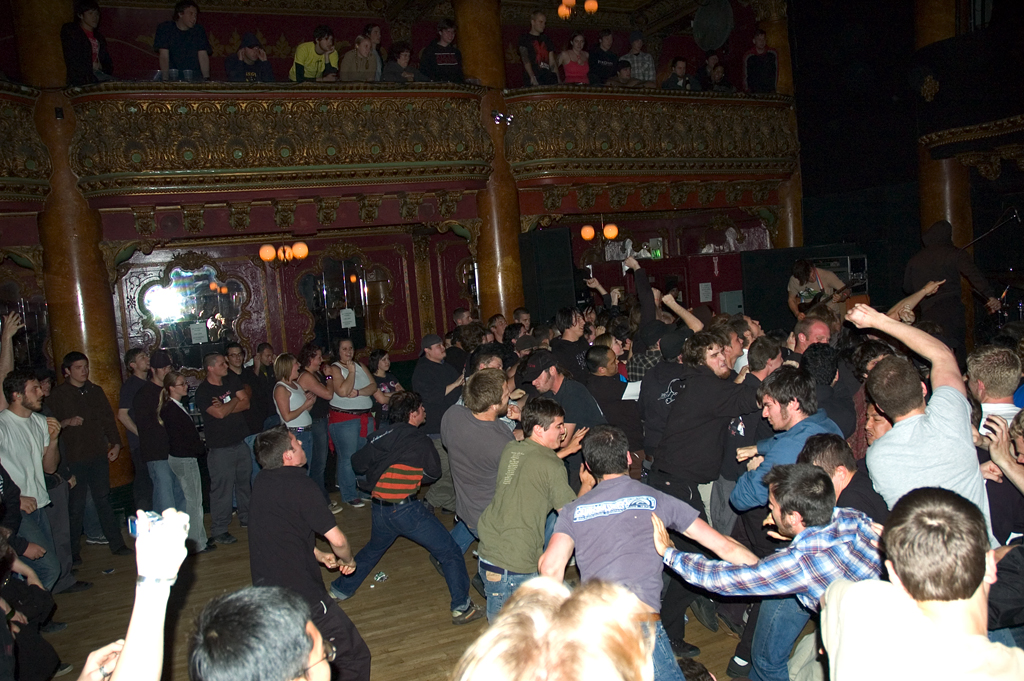
Mosh no público

O mosh, também conhecido como mosh pit, roda-punk, ciranda-punk  ou apenas pogo (poga no Brasil), consiste numa forma de dança associada a gêneros musicais mais agressivos como o punk rock e o thrash metal. 
É importante destacar que a dança punk foi, com o passar dos tempos desvirtuada, e que a dança punk não consiste em apenas fazer movimentos bruscos como cotoveladas e joelhadas, pular, correr, empurrar ou colidir um contra o outro. A dança punk tem movimentos específicos como qualquer outra dança, os quais foram desvirtuados ou adaptados pelas novas gerações que sem orientação confundiram o que viram no início com o que "se faz" atualmente e o que agora chamam de mosh. A dança punk tem movimentos específicos com as pernas e braços, parecendo uma ciranda, o que a fez ser chamada de ciranda-punk, movimentos estes realizados dentro de uma área circular delimitada, por isso chamada de roda-punk.
O ritmo da música determina a velocidade dos movimentos, o que obrigou os participantes a incluírem movimentos com os cotovelos na preocupação de se protegerem de algum choque entre os participantes, o que a fez parecer uma dança violenta, mas não existe a real intenção de causar danos aos participantes.
O Hardcore Two Step é uma vertente derivada do mosh original e é normal que bandas dessa cena musical façam melodias e batidas que combinam com o two step.
Apesar de normalmente se formar um círculo de pessoas em volta, é comum no hardcore que os participantes não fiquem girando como no mosh. Alguns se movimentam freneticamente e erroneamente como se estivessem lutando. Essa movimentação equivocada e que não tem nada a ver com a dança em si, acaba resultando em agressões mais diretas e tendem a ser ainda mais violentas do que acontece quando em formato de roda.
Há regiões no Brasil que misturam os dois termos e chamam de roda-de-hardcore. De fato, existem no mesmo espaço tanto participantes que queiram ficar em roda quanto os que queiram praticar o movimento two steps que é mais dirigido.

## Origem
A primeira dança identificável como moshing pode ter se originado em Orange County , Califórnia , durante a primeira onda de hardcore americano. [11] Exemplos deste moshing inicial podem ser vistos nos documentários Another State of Mind , Urban Struggle , The Decline of Western Civilization , e American Hardcore , bem como imagens dos shows da época. Dave Wood, um ávido frequentador de concertos e roadie de The Weirdos , popularizou o grupo em um show no The Roxy em 1977. Diz-se que o show no The Roxy foi o primeiro a ter um mosh pit. Na época, bandas punk hardcore da Califórnia, como os Circle Jerks ,Black Flag , Fear e Dead Kennedys eram populares em Orange County.
Já a suposta origem do termo mosh surgiu durante um show da banda punk Bad Brains, onde o vocalista havia mandado as pessoas se separarem e gritou "mash it up", porem devido ao forte sotaque jamaicano, a plateia entendeu "mosh pit", e dai surgiu o nome e a pratica. Exemplos desse moshing inicial podem ser vistos nos documentários Another State of Mind, Urban Struggle, The Decline of Western Civilization e American Hardcore, bem como filmagens de shows da  época.

## Crossover com gêneros mainstream
No fim dos anos 1980, a onda inicial do hardcore punk americano tinha minguado e dividido-se em outros subgêneros. O movimento de  grunge de Seattle estava entre os muitos estilos de música diretamente evoluídos do hardcore. Com o sucesso mainstream de inúmeras bandas de grunge, a palavra mosh entrou no vocabulário popular dos norte-americanos e a dança espalhou-se para outros gêneros musicais. De acordo com John Linnell do They Might Be Giants, "não importa que tipo de música você está tocando ou em que tipo de banda você está; todo mundo faz mosh com todo mundo. É apenas um tipo de regra imposta para ir a concertos".

## No Brasil
No Brasil, o mosh é conhecido como roda ou "roda-punk". Algumas vezes, ao contrário do nome americano, no Brasil, mosh é o nome erroneamente dado ao ato de mergulhar do palco sobre a plateia em apresentações musicais, cujo nome correto é stage diving (literalmente "mergulho do palco").